# مکتوب، عشق من: آوازخواندن
مکتوب، عشق من: آوازخواندن (Mektoub, My Love: Canto Uno) که با نام مکتوب، عشق من، ترانه اول هم شناخته می‌شود، یک فیلم درام به کارگردانی عبداللطیف کشیش محصول سال ۲۰۱۷ است. این فیلم توانست در بخش اصلی هفتاد و چهارمین جشنواره فیلم ونیز حضور پیدا کند.